# Liste des intercommunalités de l'Essonne

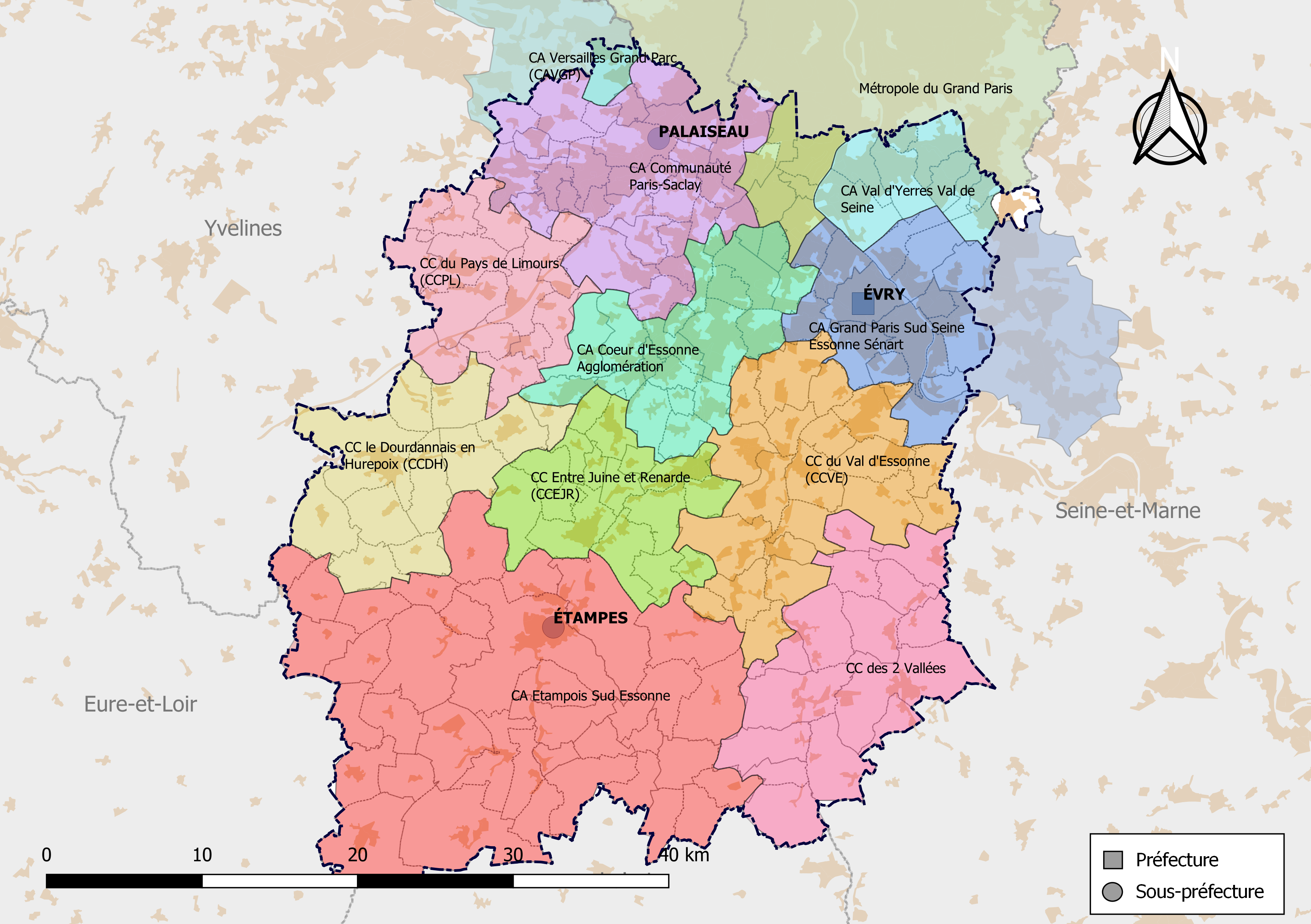
Carte des EPCI de l'Essonne au 1er janvier 2019.

Au 1er janvier 2020, les communes du département français de l'Essonne sont regroupées dans cinq communautés d'agglomération et cinq communautés de communes dont le siège est situé dans le département. 153 communes sont regroupées dans des intercommunalités dont le siège est situé hors département (dont 131 dans la métropole du Grand Paris). En outre, divers syndicats intercommunaux sans fiscalité propre regroupent les communes autour de compétences propres.

## Présentation générale
En France, le terme d'intercommunalité désigne la possibilité, pour les communes, d'exercer en commun certaines compétences.

## Intercommunalités à fiscalité propre de l'Essonne

### Évolution historique
Les regroupements communaux dans le département de l’Essonne ont une histoire relativement ancienne, pour certains antérieure à l’existence même du département, datant de 1968. Ainsi en juin 1964 fut créé le district de Linas-Montlhéry, en novembre 1964 le district de Limours, en décembre 1972 le district de Maisse, en avril 1973 le district de Milly-la-Forêt, en 1984 le Syndicat d’agglomération nouvelle d’Évry et le syndicat d’agglomération nouvelle de Rougeau-Sénart, devenu en 1994 le syndicat d’agglomération nouvelle de Sénart en Essonne (regroupant les communes de Saint-Pierre-du-Perray et Tigery), en décembre 1991 le district du plateau de Saclay. La communauté de communes de Corbeil-Essonnes et du Coudray-Montceaux créée en 1996 fut le premier établissement public de coopération intercommunale à fiscalité propre du département.
À la suite de la loi relative au renforcement et à la simplification de la coopération intercommunale de juillet 1999, plusieurs groupements de communes évoluèrent ou se constituèrent. En 2000, le syndicat d’agglomération nouvelle d’Évry devint la communauté d’agglomération Évry-Courcouronnes-Bondoufle-Lisses (regroupant les communes de Bondoufle, Courcouronnes, Évry et Lisses), la communauté d’agglomération du Val d’Orge fut constituée (regroupant les communes de Fleury-Mérogis, Morsang-sur-Orge, Sainte-Geneviève-des-Bois, Saint-Michel-sur-Orge, Villemoisson-sur-Orge et Villiers-sur-Orge), la communauté de communes des Portes de l’Essonne fut constituée (regroupant les communes d’Athis-Mons, Juvisy-sur-Orge et Paray-Vieille-Poste),.
En 2001, le district de Limours se transforma en communauté de communes du pays de Limours (regroupant les communes de Boullay-les-Troux, Briis-sous-Forges, Courson-Monteloup, Fontenay-lès-Briis, Forges-les-Bains, Gometz-la-Ville, Janvry, Les Molières, Limours, Pecqueuse, Saint-Jean-de-Beauregard et Vaugrigneuse), le district de Milly-la-Forêt se transforma en communauté de communes de la Vallée de l’École (regroupant les communes de Courances, Dannemois, Milly-la-Forêt, Moigny-sur-École, Oncy-sur-École et Soisy-sur-École).
En 2002, le district du plateau de Saclay fut transformé en communauté de communes du plateau de Saclay (regroupant les communes de Bièvres, Bures-sur-Yvette, Gif-sur-Yvette, Igny, Orsay, Palaiseau, Saclay, Saint-Aubin, Vauhallan et Villiers-le-Bâcle), la commune de Bièvres quitta ce groupement pour rejoindre la communauté de communes Versailles Grand Parc dans les Yvelines, la communauté de communes du plateau de Saclay devint alors la communauté d’agglomération du plateau de Saclay, la communauté de communes de Corbeil-Essonnes et du Coudray-Montceaux intégra les communes d’Étiolles, Saint-Germain-lès-Corbeil et Soisy-sur-Seine et devint la communauté de communes Seine-Essonne, transformée dès le mois de décembre en communauté d'agglomération, la communauté d’agglomération Sénart Val de Seine fut constituée (regroupant les communes de Draveil, Montgeron et Vigneux-sur-Seine), comme la communauté d’agglomération du Val d’Yerres (regroupant les communes de Boussy-Saint-Antoine, Brunoy, Crosne, Épinay-sous-Sénart, Quincy-sous-Sénart et Yerres), la communauté de communes de l’Arpajonnais fut créée (regroupant les communes d’Arpajon, Avrainville, Boissy-sous-Saint-Yon, Breuillet, Bruyères-le-Châtel, Cheptainville, Égly, Guibeville, La Norville, Leuville-sur-Orge, Ollainville, Saint-Germain-lès-Arpajon et Saint-Yon), la communauté de communes du Val d’Essonne fut créée (regroupant les communes d’Auvernaux, Ballancourt-sur-Essonne, Cerny, Champcueil, Chevannes, Écharcon, Fontenay-le-Vicomte, Itteville, Leudeville, Mennecy, Nainville-les-Roches, Ormoy, Saint-Vrain, Vert-le-Grand et Vert-le-Petit) les communes de Verrières-le-Buisson et Wissous choisissant de rejoindre la communauté d’agglomération des Hauts-de-Bièvre, principalement altoséquanaise et la commune de Varennes-Jarcy rejoignant la communauté de communes du Plateau Briard dans le Val-de-Marne. Cette même année, la commune de Saint-Maurice-Montcouronne rejoignit la communauté de communes du pays de Limours. Cette même année, les communes de Morsang-sur-Seine et Saintry-sur-Seine rejoignirent le syndicat d’agglomération nouvelle de Sénart en Essonne,.
En 2003 furent créées la communauté d’agglomération Les Lacs de l’Essonne (regroupant les communes de Grigny et Viry-Châtillon), la communauté de communes Entre Juine et Renarde (regroupant Auvers-Saint-Georges, Bouray-sur-Juine, Chamarande, Chauffour-lès-Étréchy, Étréchy, Janville-sur-Juine, Mauchamps, Souzy-la-Briche, Torfou, Villeconin et Villeneuve-sur-Auvers) et la communauté de communes de l’Étampois (regroupant les communes d’Authon-la-Plaine, Bois-Herpin, Boissy-le-Sec, Boutervilliers, Brières-les-Scellés, Bouville, Chalo-Saint-Mars, Chatignonville, Étampes, La Forêt-Sainte-Croix, Marolles-en-Beauce, Mérobert, Mespuits, Morigny-Champigny, Ormoy-la-Rivière, Plessis-Saint-Benoist, Puiselet-le-Marais, Roinvilliers, Saint-Escobille, Saint-Hilaire et Valpuiseaux), la commune de Ris-Orangis intégra la communauté d’agglomération Évry-Courcouronnes-Bondoufle-Lisses qui devint alors la communauté d’agglomération Évry Centre Essonne, les communes de Brétigny-sur-Orge et Le Plessis-Pâté rejoignirent la communauté d’agglomération du Val d’Orge, les communes de Marolles-en-Hurepoix et Lardy rejoignirent la communauté de communes de l’Arpajonnais,, les communes de Baulne et La Ferté-Alais rejoignirent la communauté de communes du Val d’Essonne,.
En 2004 fut constituée la communauté de communes Cœur du Hurepoix (regroupant les communes de Longpont-sur-Orge, Montlhéry, Nozay et Villejust), la commune de Leuville-sur-Orge quitta la communauté de communes de l’Arpajonnais pour rejoindre la communauté d’agglomération du Val d’Orge, la commune de Gometz-le-Châtel rejoignit la communauté d’agglomération du plateau de Saclay, les communes de Boissy-le-Cutté et Saint-Sulpice-de-Favières rejoignirent la communauté de communes Entre Juine et Renarde,.
En 2005 fut créée la communauté de communes Le Dourdannais en Hurepoix (regroupant les communes de Corbreuse, Dourdan, La Forêt-le-Roi, Les Granges-le-Roi, Richarville, Roinville et Sermaise).
En 2006 fut créée la communauté d’agglomération Europ’Essonne (regroupant les communes de Ballainvilliers, Champlan, Chilly-Mazarin, Épinay-sur-Orge, La Ville-du-Bois, Longjumeau, Massy, Morangis, Saulx-les-Chartreux et Villebon-sur-Yvette), la commune d’Angervilliers rejoignit la communauté de communes du pays de Limours, la commune de Blandy rejoignit la communauté de communes de l’Étampois.
En 2009, la communauté de communes des Portes de l’Essonne devint la communauté d’agglomération Les Portes de l’Essonne et la communauté de communes de l’Étampois devint la communauté de communes de l’Étampois Sud-Essonne. Cette même année, les communes de Saint-Chéron, Le Val-Saint-Germain, Saint-Cyr-sous-Dourdan et Breux-Jouy rejoignirent la communauté de communes Le Dourdannais en Hurepoix,.
En 2010, la commune de Villabé rejoignit la communauté d’agglomération Évry Centre Essonne, les communes de D'Huison-Longueville, Guigneville-sur-Essonne, Orveau et Vayres-sur-Essonne rejoignirent la communauté de communes du Val d’Essonne,.
En 2013, la mise en place du schéma départemental de coopération intercommunale prévu par la loi no 2010-1563 de réforme des collectivités territoriales implique des changements majeurs dans le département avec l’élargissement de la communauté de communes de la Vallée de l’École aux communes de Boigneville, Boutigny-sur-Essonne, Buno-Bonnevaux, Courdimanche-sur-Essonne, Gironville-sur-Essonne, Maisse, Mondeville, Prunay-sur-Essonne et Videlles, l’élargissement de la communauté de communes de l’Étampois Sud-Essonne aux communes d’Abbéville-la-Rivière, Angerville, Arrancourt, Boissy-la-Rivière, Brouy, Chalou-Moulineux, Champmotteux, Congerville-Thionville, Estouches, Fontaine-la-Rivière, Guillerval, Méréville, Monnerville, Pussay, Saclas et Saint-Cyr-la-Rivière, l’élargissement de la communauté d’agglomération du plateau de Saclay à la commune des Ulis, l’élargissement de la communauté d’agglomération Europ’Essonne aux communes de Linas, Marcoussis, Montlhéry, Nozay et Villejust et le détachement de la commune de Morangis, l’élargissement de la communauté d’agglomération du Val d’Orge à la commune de Longpont-sur-Orge, l’élargissement de la communauté d’agglomération Les Portes de l’Essonne aux communes de Morangis et Savigny-sur-Orge, la dissolution de la communauté de communes Cœur du Hurepoix.
En 2015, la modification du schéma régional de coopération intercommunal entraîne le regroupement de plusieurs intercommunalités. La communauté de communes de l'Arpajonnais et la Communauté d'agglomération du Val d'Orge fusionnent pour donner la communauté d'agglomération Cœur d'Essonne Agglomération. Les communes de Boissy-sous-Saint-Yon, Lardy et Saint-Yon ne souhiatnat pas rejoindre cette nouvelle communauté d'agglomération sont rattachées à la communauté de communes Entre Juine et Renarde. Les communautés d'agglomération Sénart Val de Seine et du Val d'Yerres fusionnent pour donner la communauté d'agglomération Val d'Yerres Val de Seine. Les communautés d'agglomération du Plateau de Saclay et Europ'Essonne ainsi que les communes de Verrières-le-Buisson et Wissous fusionnent pour donner la communauté d'agglomération Communauté Paris-Saclay. Varennes-Jarcy quitte la Communauté de communes du Plateau Briard pour rejoindre la communauté de communes de l'Orée de la Brie afin de ne pas être intégrée au Grand Paris.

### Intercommunalités actuelles
Au 1er janvier 2016, une métropole, six communautés d'agglomération et six communautés de communes interviennent en Essonne dont 10 ont leur siège situé dans le département :
| Forme juridique                                           | Nom                                     | no SIREN  | Date de création | Nombre de communes      | Population (der. pop. légale) | Superficie (km2) | Densité (hab./km2) | Siège                     | Président             |
| --------------------------------------------------------- | --------------------------------------- | --------- | ---------------- | ----------------------- | ----------------------------- | ---------------- | ------------------ | ------------------------- | --------------------- |
| Communauté d'agglomération                                | CA Cœur d'Essonne Agglomération         | 200057859 | 1er janvier 2016 | 21                      | 206 970 (2021)                | 132,70           | 1 560              | Sainte-Geneviève-des-Bois | Eric Braive           |
| Communauté d'agglomération                                | CA Communauté Paris-Saclay              | 200056232 | 1er janvier 2016 | 27                      | 316 066 (2021)                | 185,90           | 1 701              | Orsay                     | Grégoire de Lasteyrie |
| Communauté d'agglomération                                | CA de l'Étampois Sud-Essonne            | 200017846 | 1er janvier 2016 | 37                      | 55 662 (2021)                 | 482,50           | 115                | Étampes                   | Johann Mittelhausser  |
| Communauté d'agglomération                                | CA Grand Paris Sud Seine-Essonne-Sénart | 200059228 | 1er janvier 2016 | 23 (dont 16 dans le 91) | 357 664 (2021)                | 221,20           | 1 617              | Évry-Courcouronnes        | Michel Bisson         |
| Communauté d'agglomération                                | CA Val d'Yerres Val de Seine            | 200058477 | 1er janvier 2016 | 9                       | 177 003 (2021)                | 66,40            | 2 667              | Brunoy                    | François Durovray     |
| Communauté de communes                                    | CC des 2 Vallées                        | 249100157 | 24 décembre 2011 | 15                      | 18 572 (2021)                 | 188,60           | 99                 | Milly-la-Forêt            | Pascal Simonnot       |
| Communauté de communes                                    | CC Entre Juine et Renarde               | 249100553 | 27 octobre 2013  | 16                      | 27 763 (2021)                 | 120,30           | 231                | Étréchy                   | Jean-Marc Foucher     |
| Communauté de communes                                    | CC Le Dourdannais en Hurepoix           | 249100595 | 22 novembre 2005 | 11                      | 26 946 (2021)                 | 143,0            | 189                | Dourdan                   | Yannick Hamoignon     |
| Communauté de communes                                    | CC du pays de Limours                   | 249100074 | 17 décembre 2011 | 14                      | 27 218 (2021)                 | 118,50           | 230                | Briis-sous-Forges         | Bernard Vera          |
| Communauté de communes                                    | CC du Val d'Essonne                     | 249100546 | 11 décembre 2002 | 21                      | 61 747 (2021)                 | 193,10           | 320                | Ballancourt-sur-Essonne   | Patrick Imbert        |
| Intercommunalité dont le siège est situé hors département |                                         |           |                  |                         |                               |                  |                    |                           |                       |
| Métropole                                                 | Métropole du Grand Paris                | 200054781 | 1er janvier 2016 | 130 (dont 6 dans le 91) | 7 103 801 (2021)              | 814,20           | 8 725              | Paris (75)                | Patrick Ollier        |
| Communauté d'agglomération                                | CA Versailles Grand Parc                | 247800584 | 8 novembre 2002  | 18 (dont 1 dans le 91)  | 267 857 (2021)                | 123,60           | 2 168              | Versailles (78)           | François de Mazières  |
| Communauté de communes                                    | CC de l'Orée de la Brie                 | 247700644 | 5 décembre 2003  | 4 (dont 1 dans le 91)   | 28 809 (2021)                 | 49,60            | 581                | Brie-Comte-Robert (77)    | Jean Laviolette       |

#### Communautés d'agglomération
En 2015, cinq communautés d'agglomération interviennent en Essonne :
- la communauté d'agglomération Cœur d'Essonne Agglomération qui regroupe les vingt-et-une communes d'Arpajon, Avrainville, Brétigny-sur-Orge, Breuillet, Bruyères-le-Châtel, Cheptainville, Égly, Fleury-Mérogis, Guibeville, La Norville, , Le Plessis-Pâté, Leuville-sur-Orge, Longpont-sur-Orge, Marolles-en-Hurepoix, Morsang-sur-Orge, Ollainville, Sainte-Geneviève-des-Bois, Saint-Germain-lès-Arpajon, Saint-Michel-sur-Orge, Villemoisson-sur-Orge et Villiers-sur-Orge[22].
- la communauté d'agglomération Communauté Paris-Saclay qui regroupe les vingt-sept communes de Ballainvilliers, Bures-sur-Yvette, Champlan, Chilly-Mazarin, Épinay-sur-Orge, Gif-sur-Yvette, Gometz-le-Châtel, Igny, La Ville-du-Bois, Les Ulis, Linas, Longjumeau, Marcoussis, Massy, Montlhéry, Nozay, Orsay, Palaiseau, Saclay, Saint-Aubin, Saulx-les-Chartreux, Vauhallan, Verrières-le-Buisson, Villebon-sur-Yvette, Villejust, Villiers-le-Bâcle et Wissous[24].
- la communauté d'agglomération Grand Paris Sud Seine-Essonne-Sénart qui regroupe les seize communes de l'Essonne Bondoufle, Corbeil-Essonnes, Courcouronnes, Étiolles, Évry, Grigny, Le Coudray-Montceaux, Lisses, Morsang-sur-Seine, Ris-Orangis, Saint-Germain-lès-Corbeil, Saint-Pierre-du-Perray, Saintry-sur-Seine, Soisy-sur-Seine, Tigery et Villabé avec les huit communes de Seine-et-Marne de Cesson, Combs-la-Ville, Lieusaint, Moissy-Cramayel, Nandy, Réau, Savigny-le-Temple et Vert-Saint-Denis[28].
- la communauté d'agglomération Val d'Yerres Val de Seine qui regroupe les neuf communes de Boussy-Saint-Antoine, Brunoy, Crosne, Draveil, Épinay-sous-Sénart, Montgeron, Quincy-sous-Sénart, Vigneux-sur-Seine et Yerres[30].
- la communauté d'agglomération Versailles Grand Parc qui regroupe Bièvres avec les onze communes des Yvelines de Bailly, Bois-d'Arcy, Buc, Châteaufort, Fontenay-le-Fleury, Jouy-en-Josas, Les Loges-en-Josas, Noisy-le-Roi, Rennemoulin, Rocquencourt, Saint-Cyr-l'École, Toussus-le-Noble, Versailles et Viroflay[43].

#### Communautés de communes
En 2015, sept communautés de communes interviennent en Essonne :
- la communauté de communes des 2 Vallées qui regroupe les quinze communes de Boigneville, Boutigny-sur-Essonne, Buno-Bonnevaux, Courances, Courdimanche-sur-Essonne, Dannemois, Gironville-sur-Essonne, Maisse, Milly-la-Forêt, Moigny-sur-École, Mondeville, Oncy-sur-École, Prunay-sur-Essonne, Soisy-sur-École et Videlles.
- la communauté de communes Entre Juine et Renarde qui regroupe les seize communes d'Auvers-Saint-Georges, Boissy-le-Cutté, Boissy-sous-Saint-Yon, Bouray-sur-Juine, Chamarande, Chauffour-lès-Étréchy, Étréchy, Janville-sur-Juine, Lardy, Mauchamps, Saint-Sulpice-de-Favières, Saint-Yon, Souzy-la-Briche, Torfou, Villeconin et Villeneuve-sur-Auvers[47],[32].
- la communauté de communes de l'Étampois Sud-Essonne qui regroupe les trente-huit communes d'Abbéville-la-Rivière, Angerville, Arrancourt, Authon-la-Plaine, Blandy, Bois-Herpin, Boissy-la-Rivière, Boissy-le-Sec, Boutervilliers, Bouville, Brières-les-Scellés, Brouy, Chalo-Saint-Mars, Chalou-Moulineux, Champmotteux, Chatignonville, Congerville-Thionville, Estouches, Étampes, Fontaine-la-Rivière, Guillerval, La Forêt-Sainte-Croix, Marolles-en-Beauce, Méréville, Mérobert, Mespuits, Monnerville, Morigny-Champigny, Ormoy-la-Rivière, Plessis-Saint-Benoist, Puiselet-le-Marais, Pussay, Roinvilliers, Saclas, Saint-Cyr-la-Rivière, Saint-Escobille, Saint-Hilaire et Valpuiseaux[48].
- la communauté de communes Le Dourdannais en Hurepoix qui regroupe les onze communes de Breux-Jouy, Corbreuse, Dourdan, La Forêt-le-Roi, Le Val-Saint-Germain, Les Granges-le-Roi, Richarville, Roinville, Saint-Chéron, Saint-Cyr-sous-Dourdan et Sermaise[36].
- la communauté de communes de l'Orée de la Brie qui regroupe Varennes-Jarcy avec les trois communes de Seine-et-Marne de Brie-Comte-Robert, Chevry-Cossigny et Servon[45].
- la communauté de communes du pays de Limours qui regroupe les quatorze communes d'Angervilliers, Boullay-les-Troux, Briis-sous-Forges, Courson-Monteloup, Fontenay-lès-Briis, Forges-les-Bains, Gometz-la-Ville, Janvry, Les Molières, Limours, Pecqueuse, Saint-Jean-de-Beauregard, Saint-Maurice-Montcouronne et Vaugrigneuse[38].
- la communauté de communes du Val d'Essonne qui regroupe les vingt et une communes d'Auvernaux, Ballancourt-sur-Essonne, Baulne, Cerny, Champcueil, Chevannes, D'Huison-Longueville, Écharcon, Fontenay-le-Vicomte, Guigneville-sur-Essonne, Itteville, La Ferté-Alais, Leudeville, Mennecy, Nainville-les-Roches, Ormoy, Orveau, Saint-Vrain, Vayres-sur-Essonne, Vert-le-Grand et Vert-le-Petit[40].

#### Métropole du Grand Paris
- Les six communes d'Athis-Mons, Juvisy-sur-Orge, Morangis, Paray-Vieille-Poste, Savigny-sur-Orge et Viry-Châtillon sont rattachées au 12e établissement public territorial de la métropole du Grand Paris.

## Intercommunalités sans fiscalité propre de l'Essonne
- le Syndicat mixte d'études et de programmation du Nord-Centre Essonne qui regroupe la communauté d'agglomération Europ'Essonne, la communauté d'agglomération du plateau de Saclay et la commune des Ulis.
- le Syndicat mixte de Transport Essonne Centre qui regroupe la communauté d'agglomération Seine-Essonne, la communauté d'agglomération Évry Centre Essonne, la communauté d'agglomération Les Lacs de l'Essonne, la Communauté d'agglomération Les Portes de l'Essonne.
- le Syndicat mixte Orge-Yvette-Seine qui regroupe la Communauté d'agglomération Évry Centre Essonne et les communes d'Athis-Mons, Boussy-Saint-Antoine, Chilly-Mazarin, Crosne, Draveil, Épinay-sur-Orge, Étiolles, Fleury-Mérogis, Grigny, Juvisy-sur-Orge, Les Ulis, Montgeron, Morsang-sur-Orge, Paray-Vieille-Poste, Sainte-Geneviève-des-Bois, Saint-Michel-sur-Orge, Savigny-sur-Orge, Soisy-sur-Seine, Vigneux-sur-Seine, Villemoisson-sur-Orge, Villiers-sur-Orge, Viry-Châtillon, Yerres et dans le Val-de-Marne Ablon-sur-Seine et Villeneuve-le-Roi.
- le Syndicat mixte d'assainissement et de restauration de cours d'eau qui regroupe la Communauté d'agglomération Évry Centre Essonne, le Syndicat d'agglomération nouvelle de Sénart-en-Essonne, les communes d'Auvernaux, Ballancourt-sur-Essonne, Baulne, Boigneville, Boissy-le-Cutté, Boutigny-sur-Essonne, Buno-Bonnevaux, Cerny, Corbeil-Essonnes, Courdimanche-sur-Essonne, D'Huison-Longueville, Écharcon, Fontenay-le-Vicomte, Gironville-sur-Essonne, Guigneville-sur-Essonne, Itteville, La Ferté-Alais, Maisse, Mennecy, Ormoy, Prunay-sur-Essonne, Saint-Germain-lès-Corbeil, Saint-Pierre-du-Perray, Saintry-sur-Seine, Vayres-sur-Essonne, Vert-le-Grand, Vert-le-Petit, Villabé et en Seine-et-Marne les communes de Boulancourt et Buthiers.
- le Syndicat mixte de la Vallée de l'Yerres et des Sénarts qui regroupe la communauté d'agglomération du Val d'Yerres, la communauté de communes du Plateau Briard et la communauté de communes de l'Orée de la Brie.
- le Syndicat mixte des ordures ménagères de la Vallée de Chevreuse qui regroupe la Communauté d'agglomération du plateau de Saclay, les communes de Champlan, Les Ulis, Longjumeau, Villebon-sur-Yvette, Villejust et dans les Yvelines les communes de Chevreuse et Saint-Rémy-lès-Chevreuse.
- le Syndicat mixte de l'Yvette et de la Bièvre qui regroupe la communauté d'agglomération du plateau de Saclay, les communes de Bièvres et Verrières-le-Buisson et dans les Yvelines les communes de Buc, Châteaufort, Jouy-en-Josas et Toussus-le-Noble.
- le Syndicat mixte de la Vallée de l'Orge Aval qui regroupe la communauté d'agglomération du Val d'Orge, la communauté d'agglomération Les Lacs de l'Essonne, les communes d'Arpajon, Athis-Mons, Ballainvilliers, Boissy-sous-Saint-Yon, Breuillet, Bruyères-le-Châtel, Égly, Épinay-sur-Orge, Juvisy-sur-Orge, La Norville, La Ville-du-Bois, Linas, Longpont-sur-Orge, Marcoussis, Marolles-en-Hurepoix, Montlhéry, Nozay, Ollainville, Paray-Vieille-Poste, Saint-Germain-lès-Arpajon et Savigny-sur-Orge.
- le Syndicat mixte pour la revalorisation et l'élimination des déchets et ordures ménagères qui regroupe la communauté d'agglomération Seine-Essonne, la communauté d'agglomération du Val d'Orge, la communauté d'agglomération Les Lacs de l'Essonne, la communauté d'agglomération Sénart Val de Seine, la communauté d'agglomération Les Portes de l'Essonne, la communauté de communes de l'Arpajonnais, la communauté de communes du Val d'Essonne, le syndicat mixte de ramassage des ordures ménagères dans la région de Milly-la-Forêt, le syndicat mixte ramassage et la collecte des ordures ménagères dans la région de La Ferté-Alais, le syndicat mixte d'élimination des déchets de la région d'Étampes et les communes de Bondoufle, Courcouronnes, Épinay-sur-Orge, Étampes, Étréchy, Évry, Lisses, Morangis, Nozay, Ris-Orangis, Saint-Pierre-du-Perray, Saintry-sur-Seine, Saulx-les-Chartreux, Savigny-sur-Orge et Tigery.
- le Syndicat intercommunal pour la revalorisation et l'élimination des déchets et des ordures ménagères qui regroupe la communauté d'agglomération Évry Centre Essonne, la communauté d'agglomération Seine-Essonne, la communauté d'agglomération Sénart Val de Seine, la communauté d'agglomération Les Portes de l'Essonne, la communauté d'agglomération Les Lacs de l'Essonne, la communauté d'agglomération du Val d'Orge, la communauté de communes du Val d'Essonne, la communauté de communes de la Vallée de l'École et les communes de Wissous, Morangis, Savigny-sur-Orge, Épinay-sur-Orge, Saulx-les-Chartreux, Nozay, Marcoussis, Tigery, Saint-Pierre-du-Perray, Saintry-sur-Seine, Saint-Germain-lès-Arpajon, Mondeville, Videlles, Guigneville-sur-Essonne, D'Huison-Longueville, Orveau, Boutigny-sur-Essonne, Vayres-sur-Essonne, Courdimanche-sur-Essonne, Maisse, Buno-Bonnevaux, Gironville-sur-Essonne, Prunay-sur-Essonne, Boigneville, Champmotteux, Brouy, Blandy, Roinvilliers, Mespuits, Valpuiseaux, Puiselet-le-Marais, Bois-Herpin, La Forêt-Sainte-Croix, Marolles-en-Beauce, Abbéville-la-Rivière, Fontaine-la-Rivière, Boissy-la-Rivière, Saint-Cyr-la-Rivière, Arrancourt, Saclas, Ormoy-la-Rivière, Guillerval, Étampes, Monnerville, Chalou-Moulineux, Pussay, Congerville-Thionville, Chalo-Saint-Mars, Saint-Hilaire, Boutervilliers, Boissy-le-Sec, Brières-les-Scellés, Morigny-Champigny, Étréchy, Chamarande, Auvers-Saint-Georges, Villeneuve-sur-Auvers, Boissy-le-Cutté, Janville-sur-Juine, Bouray-sur-Juine, Lardy, Torfou.
- le Syndicat mixte d'aménagement hydraulique de la Vallée de l'Yvette qui regroupe les communes de Ballainvilliers, Boullay-les-Troux, Bures-sur-Yvette, Champlan, Chilly-Mazarin, Épinay-sur-Orge, Gif-sur-Yvette, Gometz-la-Ville, Gometz-le-Châtel, La Ville-du-Bois, Les Molières, Les Ulis, Longjumeau, Morangis, Nozay, Orsay, Palaiseau, Saint-Aubin, Saulx-les-Chartreux, Savigny-sur-Orge, Villebon-sur-Yvette, Villejust et Villiers-le-Bâcle et dans les YvelinesChâteaufort, Chevreuse, Choisel, Dampierre-en-Yvelines, Saint-Forget, Saint-Lambert, Saint-Rémy-lès-Chevreuse et Senlisse.

## Pour approfondir